# Marcel Lesieur
Pour les articles homonymes, voir Lesieur.
Marcel Lesieur, né le 12 juillet 1945 à Poitiers et mort le 22 mars 2022 à Bonnay (Saône-et-Loire), est un scientifique français.
Il est élève de l'École polytechnique (X66) et docteur ès sciences. Chercheur au Centre national de la recherche scientifique, il devient ensuite professeur de mécanique des fluides à l'Institut polytechnique de Grenoble. Il dirige une équipe de recherche au Laboratoire des écoulements géophysiques et industriels.
Les travaux de Marcel Lesieur ont porté sur la modélisation et la simulation de la turbulence. Il a effectué des simulations numériques directes des grandes échelles. Ses travaux ont été appliqués aux secteurs industriels, en particulier au sein de l'aérodynamique subsonique et supersonique, du génie nucléaire et de la météorologie.
Il a reçu différents prix dont la médaille de bronze du CNRS, le prix Seymour Cray-France, le grand prix Marcel Dassault et le prix Thorlet 1985 de l'Académie des sciences. Il a été élu membre de l'Académie des sciences en 2003.